# Italico Brass
Italico Brass (Gorizia, 14 dicembre 1870 – Venezia, 16 agosto 1943) è stato un pittore, scenografo e collezionista d'arte italiano, di tendenze politiche irredentiste.

## Biografia
Insigne pittore goriziano, irredentista, nacque il 14 dicembre 1870 da Michele Brass e Maria Happacher, secondo di sei figli. Il padre, commerciante di vini, voleva che seguisse le sue orme, ma dovette arrendersi quando si accorse della grande inclinazione del figlio per la pittura. Gli permise così di studiare a Monaco di Baviera, sotto la direzione del pittore Karl Raupp. In seguito proseguì gli studi a Parigi con Jean-Paul Laurens, grazie agli aiuti economici del fratello Riccardo Brass. 
In quel periodo incontrò la futura moglie, Lina Rebecca, che sposò nel 1895. Poco tempo dopo ritornò a Venezia e vi esercitò la sua attività pittorica, creando nel contempo, nella Scuola vecchia di Santa Maria della Misericordia, una delle più importanti collezioni d'arte del tempo (tra i quadri più illustri figuravano opere del Tintoretto, di Tiziano e Veronese), che, nonostante la prima guerra mondiale fosse in corso, non furono mai trafugate, ma portate presso persone fidatissime, al fine di salvarle dalle truppe tedesche. 
Fu presente a molte Biennali internazionali veneziane ed a mostre in varie città dell'Europa e dell'America. Di particolare pregio, opere come il Ritratto della moglie, Sulle orme di S. Marco, Il racconto del missionario, Il ponte del Redentor, Il ponte sulla laguna, Vele e numerosi paesaggi di Venezia dal vero. Amò profondamente Venezia, tanto da saperne cogliere con profonda sensibilità ogni intimo aspetto.
Nel 1942 collaborò alla realizzazione delle scene per il film Canal Grande.
È morto a Venezia il 16 agosto 1943 ed è sepolto nel cimitero di San Michele in Isola (Recinto XX, tomba banchina nr 30).
Suo nipote è il regista Tinto Brass.
Gli è stato dedicato un asteroide, 27086 Italicobrass.